# Suðurtungnatindur
Suðurtungnatindur är en bergstopp i republiken Island. Den ligger i regionen Austurland, 300 km öster om huvudstaden Reykjavík. Toppen på Suðurtungnatindur är 1 279 meter över havet.
Trakten runt Suðurtungnatindur är nära nog obefolkad, med mindre än två invånare per kvadratkilometer. Det finns inga samhällen i närheten. Trakten runt Suðurtungnatindur är permanent täckt av is och snö.